# Суворове (Перекопський район)
Суво́рове (до 1948 року — Уч-Джилга́, крим. Üç Cılğa) — село в Україні, в Перекопському районі Автономної Республіки Крим.
Відстань від райцентру до населеного пункта становить 16 кілометрів по прямій.

## Назва
Історична назва села Уч-Джилга означає в перекладі з кримськотатарської мови «три балки» (крим. üç — три, cılğa — балка).
У 2023 році у проєкті Постанови Верховної Ради України «Про перейменування деяких населених пунктів Автономної Республіки Крим» село запропоновано перейменувати на Уч-Джилга.

## Географія
Село Суворове знаходиться за 3 км на південь від центру Армянську, на Перекопському перешийку.

## Населення
За даними перепису населення 2001 року, у селі мешкало 1339 осіб. Мовний склад населення села був таким:
| Мова              | Число ос. | Відсоток |
| ----------------- | --------- | -------- |
| українська        | 230       | 17,18    |
| російська         | 820       | 61,24    |
| кримськотатарська | 112       | 8,36     |
| білоруська        | 1         | 0,07     |

## Історія
В самому ранньому доступному документі — Камеральному Описі Криму … 1784 року жодне з навколишніх з Армянськом сіл не записане, зазначено, що в Перекопському кадилику … сіл не має….
Після анексії Криму Російською імперією, 8 лютого 1784 року, село було приписане до Перекопського повіту Таврійської області. Після Павловських реформ, з 1796 по 1802 рік, входило до Перекопського повіту Новоросійської губернії. За новим адміністративним поділом, після створення 8 (20) жовтня 1802 року Таврійської губернии, Уч-Джилга була включена до складу Бустерчинської волості Перекопського повіту.
За  Відомостями про всі селищах, в Перекопському повіті…  від 21 жовтня 1805 року в селі Учулга числилося 35 дворів, 219 кримських татар, 42 цигани і 2 ясири. На військово-топографічної карті 1817 року село Училга позначене з 50 дворами . На карті 1842 Уч Джилга позначена з 47 дворами.
У 1860-х роках, після земської реформи Олександра II, село приписали до Ішуньської волості. В результаті, внаслідок еміграції кримських татар в Туреччину в першій половині XIX століття, село помітно спорожніло. У  «Списку населених місць Таврійської губернії за відомостями 1864 року» , складеному за результатами VIII ревізії 1864 року, Учулга — власницьке село, з 7 дворами, 25 жителями і мечеттю при колодязях, а на триверстовій  мапі 1865—1876 року не значиться. Згідно «Пам'ятної книжки Таврійської губернії за 1867 рік» , Уч-Джолга була покинута жителями в 1860—1864 роках, в результаті еміграції кримських татар, особливо масової після Кримської війни 1853—1856 років, в Туреччину.
Час заселення села вихідцями з материкової території Російської імперії за доступними історичними документами поки не встановлено. Після земської реформи 1890 року Учулгу віднесли до Військової волості. Згідно  «… Пам'ятної книжки Таврійської губернії за 1892 рік» , в селі Учулга, (вона ж Тузла) яка становила Учулгинську громаду, був 21 житель, домогосподарств НЕ маючих. За  «… Пам'ятною книжкою Таврійської губернії за 1900 рік»  в селі Уч-Джилга числився 21 житель без домогосподарств. У Статистичному довіднику Таврійської губернії. Ч.1-а. Статистичний нарис, випуск четвертий, Перекопський повіт, 1915 р. в Військовій волості Перекопського повіту значиться вже хутір Уч-Джилга.
Після радянської окупації, за постановою Кримревкома від 8 січня 1921 № 206 «Про зміну адміністративних кордонів» була скасована волосна система, Перекопський повіт перейменували в Джанкойський, в якому був утворений Ішуньський район, до складу якого включили село, а в 1922 році повіти отримали назву округів. 11 жовтня 1923, згідно з постановою ВЦВК, до адміністративного поділу Кримської АРСР були внесені зміни, в результаті яких округи були скасовані, Ішуньський район скасований і село увійшло до складу Джанкойського району. Згідно Списку населених пунктів Кримської АРСР за Всесоюзним переписом від 17 грудня 1926 року, Джулга входила до складу Вірмено-Базарської сільради Джанкойського району. Постановою ВЦВК від 30 жовтня 1930 року був відновлений Ішуньський район (в 1937 році перейменований в Червоно-Перекопський) і село, разом з сільрадою, включили до його складу.
В часі Другої світової війни 8 квітня 1944 року біля села Джулга підрозділ 9-го гвардійського полку 3-ї гвардійської мотострілецької дивізії був контратакований нацистами, після годинного бою старший лейтенант Опанас Лошаков зазнав поранення.
З 25 червня 1946 Джулга в складі Кримської області РРФСР. Указом Президії Верховної Ради РРФСР від 18 травня 1948 року, Джулгу перейменували в Суворове. 26 квітня 1954 Кримська область була передана зі складу РРФСР до складу УРСР. Після утворення в 1973 році Армянської міськради Суворове увійшло до її складу.